# Guerra i pau (pel·lícula de 1956)
Guerra i pau (títol original en anglès: War and Peace) és una pel·lícula estatunidenca bèl·lica d'inspiració històrica dirigida per King Vidor i estrenada el 1956 amb Audrey Hepburn i Henry Fonda com a protagonistes. És una adaptació de la novel·la Guerra i pau de Lev Tolstoi de 1865. Ha estat doblada al català.

## Argument[2]

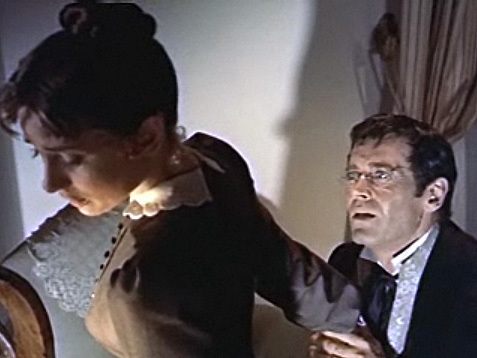
Audrey Hepburn i Henry Fonda

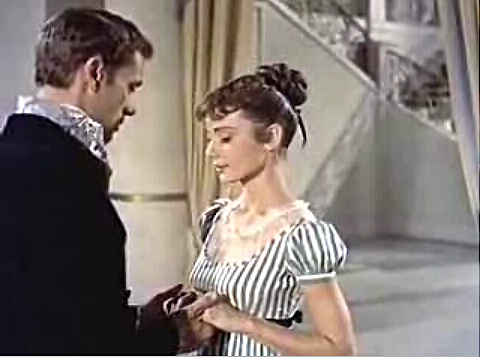
Mel Ferrer i Audrey Hepburn

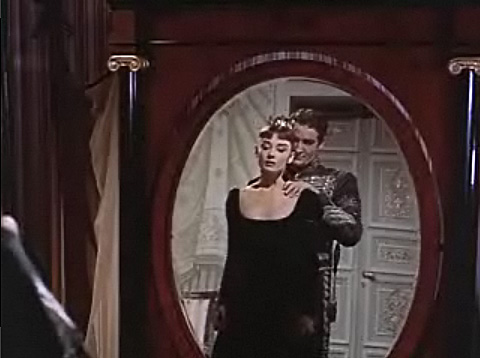
Audrey Hepburn i Vittorio Gassman

El 1805 a Moscou, les desfilades militars, les festes i els balls se succeeixen a la cort de la Rússia del Tsar Alexandre I de Rússia, tot i que els 200.000 homes de l'exèrcit dominant de l'emperador Napoleó I han envaït tot Europa i s'apropen cada dia una mica més a la capital.
La comtessa Natacha Rostov és una jove adolescent novel·lesca, angelical, plena de vida, d'entusiasme i d'encant, que creix al si d'una rica família tendrament unida de la noblesa russa. El comte Pierre Bezoukhov humanista i pacifista freqüenta la casa del comte i de la comtessa Rostov, i aconsegueix guanyar l'amistat de Natacha. Encara que secretament enamorat d'aquesta noia més jove que ell, es casa amb la seva cosina, la bella princesa Helena. Natacha es promet al molt cobejat Príncep Andrei Bolkonski, l'amic de Pierre, i preveu casar-se quan el seu promès torni de la guerra (que dura 7 anys).
El conjunt dels homes de l'aristocràcia i del poble rus són enviats al front per defensar Rússia contra la invasió napoleònica (de la batalla d'Austerlitz de 1805 a la campanya de Rússia (1812) de 1812). Per la seva banda, el poble rus rep la consigna de practicar la política de la terra cremada i de deixar el caos en la seva fugida, de prendre tot el que pot i de cremar tota la resta abans d'escapar-se per impedir els 200.000 homes de Napoleó de trobar mai cap refugi, reconfort, aliments o descans fins a Moscou. Pierre, pacifista, s'uneix al seu amic el Príncep Andrei Bolkonski al front per observar la guerra, i on és fet presoner. La crueltat dels camps de batalla el traumatitza. Andrei, després d'haver estat ferit i haver estat fet presoner per l'enemic en la batalla d'Austerlitz de 1805, és de nou fatalment ferit al camp de batalla.
El general rus Mikhail Koutouzov derrota l'exèrcit de Napoleó a l'hivern de 1812 gràcies a una feliç conjuntura de sort i a la seva hàbil estratègia de fugida, d'evitar la batalla i de la política de terra cremada escrupolosament aplicada per tot el poble fins a la ciutat de Moscou, i gràcies al terrible hivern rus que aniquila l'exèrcit de Napoleó sense haver lliurat una gran batalla (que hauria estat fatal pel feble exèrcit rus).
La pau torna després del caos i la desolació. Els supervivents victoriosos tornen a casa seva on ho tenen tot per reconstruir...

## Repartiment
- Audrey Hepburn: Natacha Rostov
- Henry Fonda: Pierre Bezoukhov
- Mel Ferrer: Andrei Bolkonski
- John Mills: Platon Karataev
- Herbert Lom: Napoleó Bonaparte
- Oskar Homolka: El General Mikhaïl Kutúzov
- Vittorio Gassman: Anatole Kouraguine
- Anita Ekberg: Helene Kouraguine
- Helmut Dantine: Dolokhov
- Tullio Carminati: Vasili Kouraguine
- Wilfred Lawson: príncep Bolkonski
- Mino Doro: General rus (no surt als crèdits)

## Premis i nominacions

### Premis
- 1957: Globus d'Or a la millor pel·lícula estrangera

### Nominacions
- 1957: Oscar al millor director per King Vidor
- 1957: Oscar a la millor fotografia per Jack Cardiff
- 1957: Oscar al millor vestuari per Maria De Matteis
- 1957: Globus d'Or a la millor pel·lícula dramàtica
- 1957: Globus d'Or al millor director per King Vidor
- 1957: Globus d'Or a la millor actriu dramàtica per Audrey Hepburn
- 1957: Globus d'Or al millor actor secundari per Oskar Homolka
- 1957: BAFTA a la millor pel·lícula
- 1957: BAFTA a la millor actriu britànica per Audrey Hepburn